# Serrat de les Boïgues
El Serrat de les Boïgues és una serra situada entre els municipis de Riu de Cerdanya i d'Urús, a la comarca de la Baixa Cerdanya, amb una elevació màxima de 1.340 metres.